# Jovent Republicà
Les Joventuts d'Esquerra Republicana (Jovent Republicà) és una organització política juvenil autònoma, en conveni amb el partit polític Esquerra Republicana. Fins a l'abril de 2018 portava el nom Joventuts d'Esquerra Republicana de Catalunya (JERC), Joventuts d'Esquerra Republicana de les Illes Balears i Pitiüses (JERC-Illes)  i Joventuts d’Esquerra Republicana del País Valencià (JERPV). El seu objectiu és la independència dels Països Catalans amb una filosofia política socialista, feminista, republicana, antifeixista i ecologista.
És una organització política juvenil activa als Països Catalans, és a dir Catalunya, Catalunya Nord, la Franja de Ponent, el País Valencià, les Illes Balears i Pitiüses. El Jovent Republicà s'organitza en tres federacions: Catalunya, País Valencià i Illes. El seu portaveu nacional és Marc Martínez i Romeu.
Aspira a representar hegemònicament tot el jovent d'arreu dels Països Catalans, «atenent la necessitat d'impulsar polítiques concretes pel jovent, donada la nostra condició de col·lectiu especialment colpejat per la precarietat, reivindiquem la plenitud de drets de ciutadania del jovent, començant pel dret a vot a partir de l'edat de treballar», segons consta a la Declaració de principis.
Un dels principals projectes del Jovent Republicà és l'Acampada Jove, un festival político-musical, que se celebra cada any i en diverses poblacions, i que ha acollit desenes de milers de joves des de 1996. De fet, aquest és el festival musical que més gent ha aplegat en tota la història de Catalunya. A l'any 2020, degut a la pandèmia causada pel COVID-19, no es va poder celebrar aquest festival i es va ajornar per l'any següent.

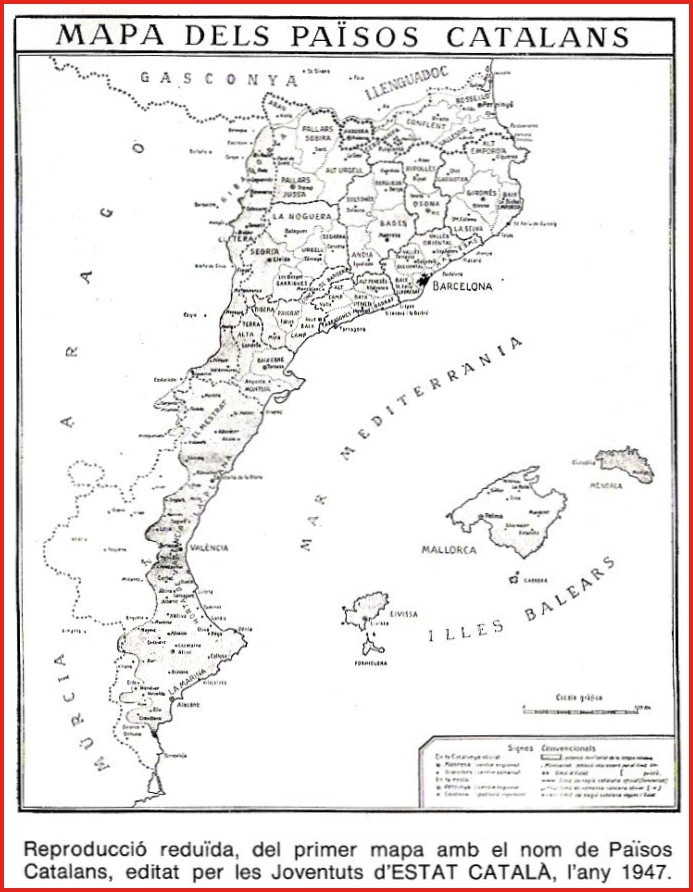
Primer mapa dels PPCC com a nació, creada per les Joventuts d'Estat Català al 1947.

## Història
Les Joventuts d'Esquerra Republicana (JERC), fundades el 1931, van destacar durant la República per la seva ràpida expansió i activisme, implicant-se en la defensa republicana durant la Guerra Civil. Reprimides durant el franquisme, van mantenir la lluita a l'exili i en clandestinitat. Refundades el 1976, van consolidar l'independentisme i l’activisme juvenil, combinant mobilitzacions, accions institucionals i esdeveniments com l'Acampada Jove, esdevenint un referent polític juvenil amb figures destacades com Joan Puigcercós i Pere Aragonès.

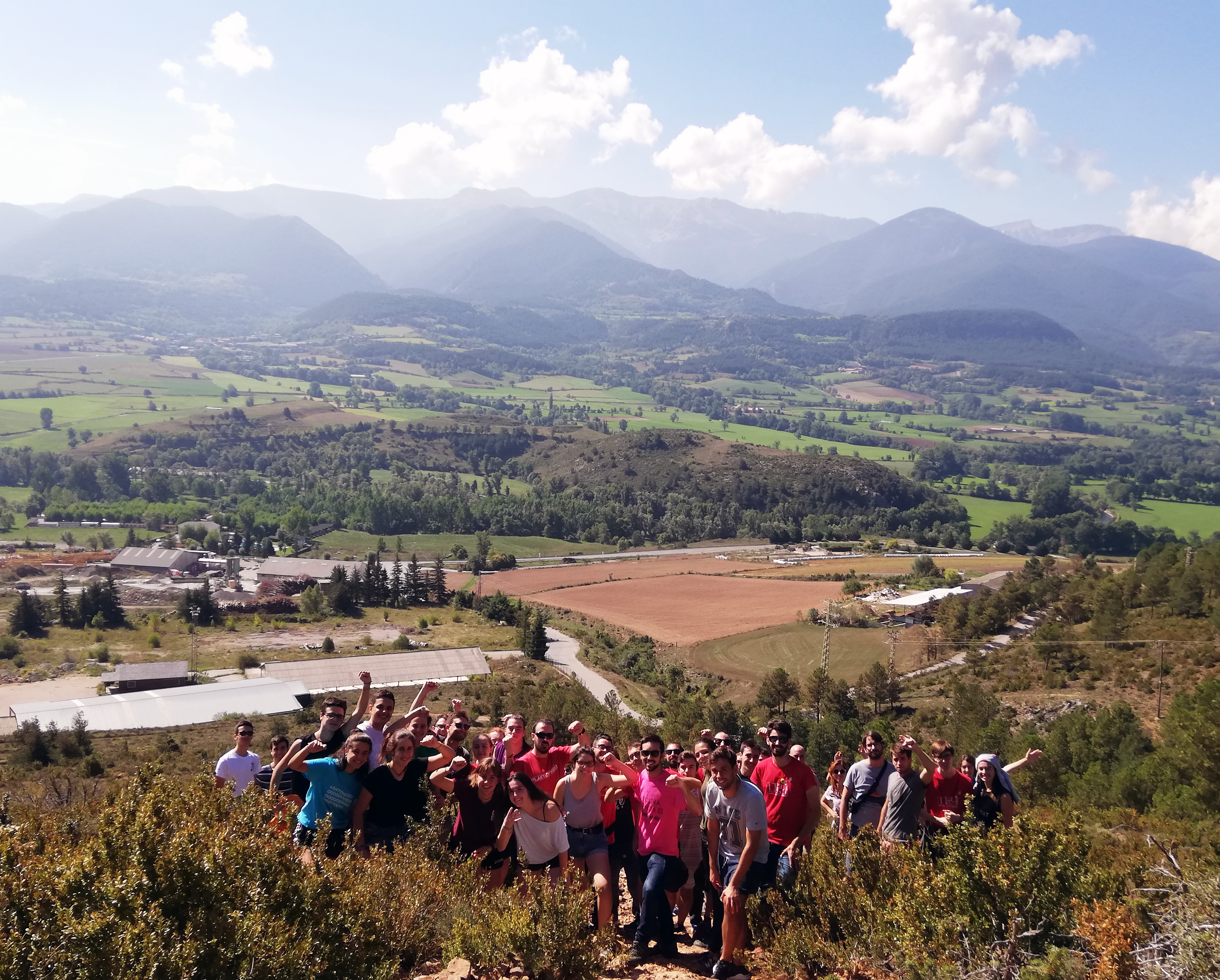
Militants a La Cerdanya amb els punys alçats.

## Congressos i portaveus

### Congressos
- I Congrés Nacional (Barcelona) 1977: és escollit secretari general Jordi Rull Claus.[9]
- II Congrés Nacional (Barcelona) 18 de novembre de 1979: és escollit secretari general Santiago Sala.
- III Congrés Nacional (Barcelona) 27 d'abril de 1980: és escollida secretària general Dolors Rovira.
- IV Congrés Nacional (Barcelona) 21 de desembre de 1980: és escollit secretari general Albert Freixa.
- V Congrés Nacional (Barcelona) 27 de març de 1982:
- VI Congrés Nacional (Barcelona) 9 i 10 de juliol de 1983: és escollit secretari general Francesc Garriga.
- VII Congrés Nacional (Barcelona) setembre de 1984
- VIII Congrés Nacional (Barcelona) 12 de gener de 1986: és escollit secretari general Jordi Olivella.
- IX Congrés Nacional (Barcelona) 20 i 21 de desembre de 1986 és escollit Francesc Xavier Simó
- X Congrés Nacional (Barcelona) 12 i 13 de desembre de 1987: és escollit secretari general de l'organització Joan Puigcercós.
- XI Congrés Nacional (Sitges, Garraf) 17 i 18 de març de 1990: Joan Puigcercós és reescollit secretari general.
- XII Congrés Nacional (Girona) 10 i 11 d'octubre de 1992: es reelegeix de nou Joan Puigcercós com a secretari general.
- XIII Congrés Nacional (Barcelona) 19 i 20 de març de 1994: s'escull David Minoves nou secretari general.
- XIV Congrés Nacional (Tarragona) 27 i 28 d'abril de 1996: és escollit Camil Ros nou secretari general.
- XV Congrés Nacional (Manlleu, Osona) 20 i 21 de desembre de 1997: Uriel Bertran és elegit nou secretari general.
- XVI Congrés Nacional (Calella, Maresme) 18 i 19 de desembre de 1999: es reelegeix Uriel Bertran com a secretari general.
- XVII Congrés Nacional (Barcelona) 25 de novembre de 2000: Congrés de reforma d'estatuts.
- XVIII Congrés Nacional (Molins de Rei, Baix Llobregat) 17 i 18 de novembre de 2001: és reelegit Uriel Bertran. Degut a la reforma d'estatuts, es canvia la nomenclatura de la secretaria general i per primer cop és escollit com a portaveu nacional.
- XIX Congrés Nacional (Barcelona) 13 i 14 de desembre de 2003: és escollit Pere Aragonès com a portaveu nacional.
- XX Congrés Nacional (Vic, Osona) 19 i 20 de novembre de 2005: Pere Aragonès és reelegit portaveu nacional.[10]
- XXI Congrés Nacional (Mataró, Maresme) 10 i 11 de novembre de 2007: és escollit Gerard Coca nou portaveu nacional.[11]
- XXII Congrés Nacional (Celrà, Gironès) 14 i 15 de novembre de 2009: Gerard Coca és reelegit portaveu nacional.[12]
- XXIII Congrés Nacional (Terrassa, Vallès Occidental) 26 i 27 de març de 2011: és escollit nou portaveu nacional Gerard Gómez del Moral.[13]
- XXIV Congrés Nacional (Badalona, Barcelonès Nord) 2 de febrer de 2013: Gerard Gómez del Moral és reelegit portaveu nacional.
- XXV Congrés Nacional (Sant Feliu de Llobregat, Baix Llobregat) 21 i 22 de març de 2015: Gerard Gómez del Moral és elegit per tercer cop portaveu nacional.
- XXVI Congrés Nacional (Benicarló, Baix Maestrat) 26 i 27 de novembre de 2016: Pau Morales i Romero és escollit portaveu nacional[14]
- XXVII Congrés Nacional (Figueres) 6 de maig de 2017: S'acorda la reforma dels estatuts de les JERC.
- XXVIII Congrés Nacional (Vic, Osona) 17 i 18 de novembre de 2018: Pau Morales i Romero és reelegit portaveu nacional.[15]
- XXIX Congrés Nacional. 28 de novembre de 2020: És elegida la Kènia Domènech, primera dona que ocupa aquesta posició.[16] Aquest Congrés es celebrada en format telemàtic degut a la pandèmia de la COVID-19.
- XXX Congrés Nacional (Lleida, Segrià). 27 de novembre de 2022. S'elegeix com a portaveu nacional a Pol Baldomà i Díaz.
- XXXI Congrés Nacional (Manresa, Bages). 24 de novembre de 2024. S'elegeix coma portaveu nacional a Marc Martínez i Romeu.[17]

### Portaveus del Jovent Republicà
| Imatge                           | Nom                        | Inici de mandat     | Final de mandat        |
| Secretari nacional               | Secretari nacional         | Secretari nacional  | Secretari nacional     |
| -------------------------------- | -------------------------- | ------------------- | ---------------------- |
|                                  | Jordi Rull Claus           | 1977                | 18 novembre 1979       |
| Santiago Sala                    | 18 novembre 1979           | 27 abril 1980       |                        |
| Dolors Rovira                    | 27 abril 1980              | 21 desembre 1980    |                        |
| Albert Freixa i Vidal            | 21 desembre 1980           | 10 juliol 1983      |                        |
| Francesc Garriga i Colom         | 10 juliol 1983             | 12 gener 1986       |                        |
| Jordi Olivella i Nadal           | 12 gener 1986              | 21 desembre 1986    |                        |
| Francesc Xavier Simó i Esparrich | 21 desembre 1986           | 13 desembre 1987    |                        |
|                                  | Joan Puigcercós i Boixassa | 13 desembre 1987    | 20 març 1994           |
|                                  | David Minoves i Llucià     | 20 març 1994        | 28 abril 1996          |
|                                  | Camil Ros i Duran          | 28 abril 1996       | 21 desembre 1997       |
|                                  | Uriel Bertran i Arrué      | 21 desembre 1997    | 18 novembre 2001       |
| Portaveu nacional                |                            |                     |                        |
|                                  | Uriel Bertran i Arrué      | 18 novembre 2001    | 14 desembre 2003       |
|                                  | Pere Aragonès i Garcia     | 14 desembre 2003    | 11 novembre 2007       |
|                                  | Gerard Coca i Toledano     | 11 novembre 2007    | 27 març 2011           |
| Gerard Gómez del Moral i Fuster  | 27 març 2011               | 27 novembre 2016    |                        |
|                                  | Pau Morales i Romero       | 27 novembre 2016    | 28 novembre 2020       |
|                                  | Kènia Domènech i Àlvarez   | 28 novembre 2020    | 27 de novembre 2022    |
|                                  | Pol Baldomà i Díaz         | 27 de novembre 2022 | 24 de novembre de 2024 |
|                                  | Marc Martínez i Romeu      | 24 de novembre 2024 | En el càrrec           |